# 2M1101AB
2M1101AB är en dubbelstjärna i norra delen av stjärnbilden Kameleonten. Baserat på parallax enligt Gaia Data Release 2 på ca 5,4 mas, beräknas den befinna sig på ett avstånd på ca 600 ljusår (ca 185 parsek) från solen. Konstellationen upptäcktes 2004 av Kevin Luhman under observationer av unga bruna dvärgar i Kameleont I, med hjälp av Magellan I-teleskopet.

## Egenskaper
Primärstjärnan 2M1101A är en brun dvärgstjärna av spektraltyp M7.25 ± 0.25. Den har en massa som är ca 52 jupitermassor och har en effektiv temperatur av ca 2 800 K.
Följeslagaren 2M1101B har en spektraltyp av M8.25 ± 0.25, med en massa av ca 26 jupitermassor och en temperatur på 2 632 K. Baserat på spektrala egenskaper, såsom natrium- och kaliumabsorptionslinjer, drogs slutsatsen att båda bruna dvärgarna är unga och en del av Kameleont I.
De bruna dvärgarna i 2M1101AB tillhör de yngsta substellära medlemmarna i Kameleont I med en ålder av 1 miljon år.  Mätningar av ESA:s Gaia-satellit visar en liknande parallax och korrekt rörelse för båda bruna dvärgarna. Systemet har en relativt låg bindningsenergi på M0.91 x 1041 ergs.
Den vida dubbelstjärnan har en separation av cirka 240 astronomiska enheter. Systemet var den första upptäckten av en dubbelstjärna av brun dvärgar med en separation större än 20 AE. Upptäckten gav grundläggande insikter i bildandet av bruna dvärgar. Tidigare trodde man att sådana vida binära bruna dvärgar inte bildas eller åtminstone störs i åldrarna 1-10 miljoner år. Tillsammans med andra vida binärer, såsom Oph 162225-240515 eller UScoCTIO 108, var förekomsten av denna typ oförenligt med utstötningshypotesen, en föreslagen hypotes där bruna dvärgar bildas i ett multipelt system, men förskjuts innan de får tillräckligt med massa för att starta kärnfusion av väte. Utstötningshypotesen antog en maximal separation på 10 AE för bruna dvärgbinärer.